# Charles Vess

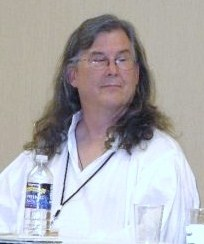
Charles Vess em 2009

Charles Vess (Lynchburg, 1951) é um desenhista americano.

## Biografia
Vess estudou na Universidade Virginia Commonwealth.
Conseguiu um trabalho de animador comercial na Candy Apple Productions. Em 1976, mudou-se para Nova York e começou a viver como ilustrador free-lance. Logo, sua arte rica em detalhes e altamente fantasiosa passou aparecer nas páginas de revistas em quadrinhos e nos corredores de museus.
Entre seus inúmeros trabalhos, se destacam duas edições de Sandman, de Neil Gaiman: a premiada edição 19 "Sonhos de uma Noite de Verão", ganhadora do conceituado World Fantasy Award de melhor história curta, e a edição 75, último capítulo da série. Realizou outros trabalhos de sucesso como a terceira parte da minissérie Os Livros da Magia, o livro Stardust (ambos também roteirizados por Neil Gaiman) a série Bandeira do Corvo, a adaptação para quadrinhos do filme Hook.
Nos anos 1990, lançou The Book of Ballads and Sagas, por sua própria editora, The Green Man Press. Em 1997, conquistou o Prêmio Eisner de melhor desenhista e arte-finalista. Também publicou "Rose", da série Bone em parceria com Jeff Smith.